# 레옹 볼레

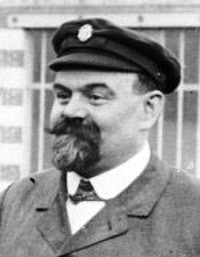
레옹 볼레

레옹 볼레(프랑스어: Léon Bollée, 1870-1913)는 프랑스의 자동차 제조업자이자 발명가이다.

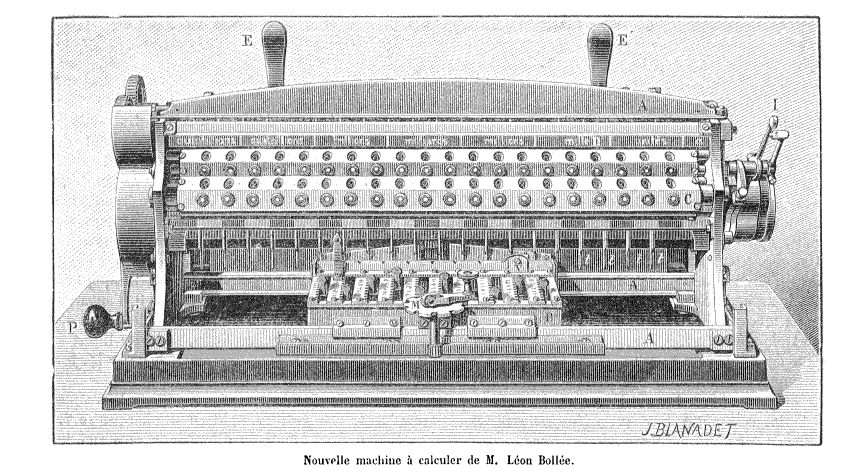
레옹 볼레의 계산기

그가 만든 계산기는 라몬 베레아의 것에 이어 두번째로 곱셈을 할 때, 덧셈을 반복적으로 하지 않고 직접 연산이 가능한 새로운 기계이다. 그는 이걸로 1889년 파리 세계 박람회에서 금메달을 따냈다.
이 기계는 돌출해 있는 사각판 형태의 연속한 곱셈 부분을 가지는데, 이 부분들은 109까지의 정상적인 곱셈 기능을 수행한다.

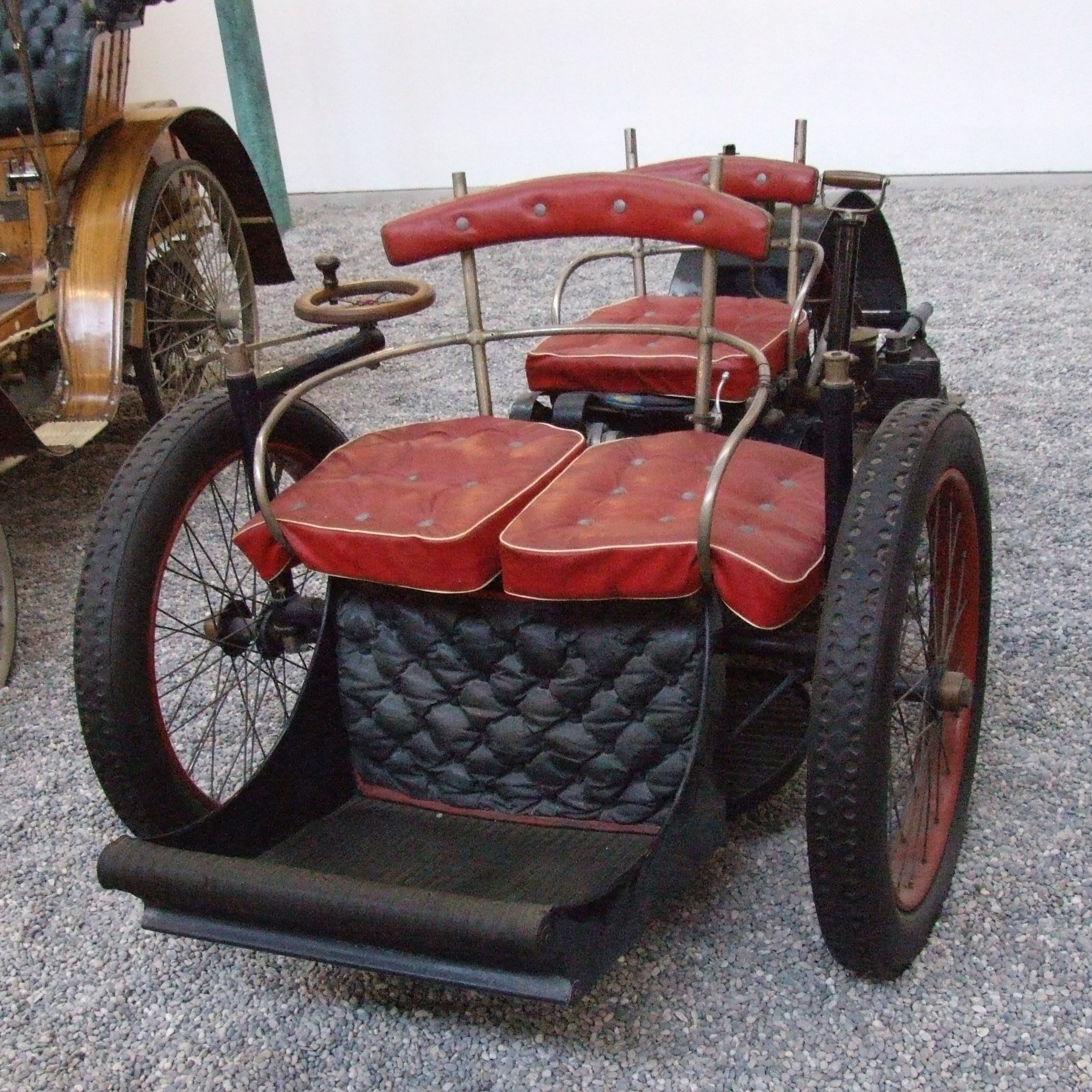
레옹 볼레의 삼륜차

또한 볼리는 가솔린 기관 차를 만들기도 하였다.